# Dawka na gonady
Dawka na gonady – dawka promieniowania jonizującego pochłonięta przez gonady, narządy płciowe, osobnika.
Dawkę taką wyróżnia się z uwagi na to, że decyduje o skutkach genetycznych napromieniowania, szczególnie, gdy jej wartość przekroczy dawkę podwajającą.